# Mle-1939 (mina)

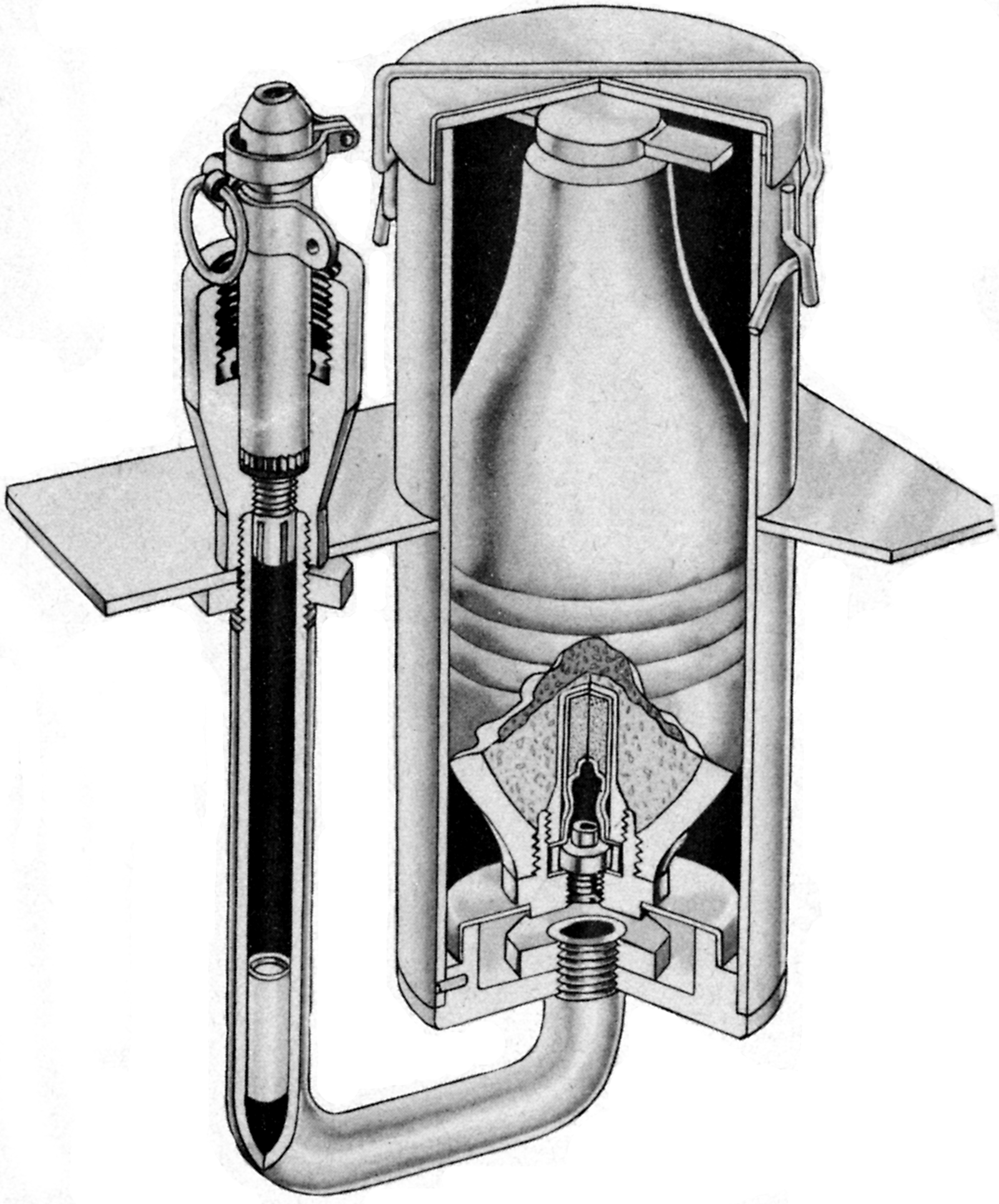
Seção transversal da mina.

Mle-1939 é uma arma francesa, tipo mina antipessoal  .
No início da Segunda Guerra Mundial, o Major Pierre Delalande do Corpo de Engenharia do Exército Francês escapou à invasão alemã da França e levou para os Estados Unidos os planos da mina Mle-1939, desenvolvida na França com base na mina-S. Este projeto foi o início do desenvolvimento da mina norte-americana M2 . A França posteriormente produziu uma cópia da mina, chamada como Mle-1951 mine .